# Adolf von Bomhard
Adolf von Bomhard (Augusta, 6 gennaio 1891 – Prien am Chiemsee, 19 luglio 1976) è stato un generale e politico tedesco, fu SS-Gruppenführer und Generalleutnant der Polizei (Tenente generale delle SS e della Polizia) della Ordnungspolizei (Orpo-Polizia d'ordinanza) nella Germania nazista, nel dopoguerra fu borgomastro della città di Prien am Chiemsee.

## Biografia
durante la prima guerra mondiale, Bomhard prestò servizio nell'Esercito bavarese, infine finì la guerra come aiutante di Franz Ritter von Epp. Bombard in seguito scrisse e pubblicò la storia del suo reggimento e ricevette entrambe le croci di ferro e l'ordine al merito militare di baviera.
Bomhard fu inviato a Kiev nel novembre 1942, succedendo a Otto von Oelhafen come capo della polizia nel Reichskommissariat Ukraine.Seguì lo stesso sentiero del suo predecessore, incorporando le operazioni di polizia con numerose attività omicide delle SS nell'area. Conservò tale posizione sino all'ottobre 1943. Ebbe un importante ruolo nell'istruzione ideologica della polizia ucraina nella Weltanschauung nazista.
In seguito alla fine della seconda guerra mondiale, Bomhard servi  dal 1960 al 1966 come sindaco di Prien am Chiemsee e ricevette la cittadinanza onoraria nel 1971 , che gli fu revocata postumamente dal consiglio cittadino nel 2013.  Fu  anche coinvolto in società per ex membri della polizia.